# Crossosoma (Plantae)
Crossosoma, rod sjevernoameričkih grmova iz porodice Crossosomataceae, dio reda Crossosomatales. Postoje dvije vrste na jugozapadu SAD-a (Arizona, Kalifornija) i sjevernom Meksiku.
C. parviflora B.L.Rob. & Fernald, sinonim je za  C. bigelovii

## Vrste
1. Crossosoma bigelovii S.Watson
2. Crossosoma californicum Nutt.